# La mia parte intollerante
La mia parte intollerante è un singolo del rapper italiano Caparezza, pubblicato il 24 febbraio 2006 come primo estratto dal terzo album in studio Habemus Capa.

## Descrizione
Il brano affronta come tema la brutta piaga del bullismo, di cui anche il cantautore è stato vittima durante l'adolescenza, da come si può capire dal testo. Il ritornello del brano viene cantato da Gennaro Cosmo Parlato, che parteciperà anche alle riprese del relativo video musicale e tour promozionale.
Il CD, pubblicato nel 2006 dalla Virgin Records, oltre a La mia parte intollerante in versione originale contiene i remix curati da Holland, The Musical Egg Era e Okapi.

## Video musicale
Il video, girato a Roma, è stato diretto da Francesco Cabras ed Alberto Molinari, con i quali Caparezza aveva già collaborato in passato per la realizzazione di quelli per La fitta sassaiola dell'ingiuria e Tutto ciò che c'è.

## Tracce
Testi e musiche di Caparezza.
CD promozionale
1. La mia parte intollerante – 4:24

CD, 12"
1. La mia parte intollerante – 4:24
2. La mia parte intollerante (Holland Rmx) – 4:50
3. La mia parte intollerante (The Musical Egg Era Teenage Vintage Remix) – 5:13
4. La mia parte intollerante (Okapi Rivoltante Remix) – 4:35

## Formazione
Musicisti
- Caparezza – voce, effetti sonori
- Gennaro Cosmo Parlato – voce aggiuntiva
- Alfredo Ferrero – chitarra
- Giovanni Astorino – basso elettrico
- Rino Corrieri – batteria acustica, percussioni
- Gaetano Camporeale – effetti sonori

Produzione
- Carlo U. Rossi – produzione, missaggio

## Classifiche
| Classifica (2006) | Posizione massima |
| ----------------- | ----------------- |
| Italia            | 16                |